# 梁頌恆
梁頌恆（1986年8月7日—），前香港立法會新界東地區直選議員、香港本土派、香港獨立運動及香港民族主義支持者，前青年新政創黨召集人，前香港民族陣綫發言人。
他曾就讀於香港華仁書院、香港城市大學，並為城大2007－2008年度的學生會幹事會會長。作為青年新政的創立人之一，他以本土綱領、民族自決為理念，2016年8月與本土民主前線結盟參選。與其他主張街頭抗爭的本土派政黨不同，青年新政是個屬於主張走「議會路線」的本土派政團，認為議會上應該有屬於本土派的聲音，通過議會帶動本土思潮，並主張本土大團結。
於香港立法會宣誓風波中，梁頌恆與游蕙禎、姚松炎、羅冠聰及劉小麗被褫奪議席，成為立法會史上任期最短的議員，歷時僅十二天。

## 背景

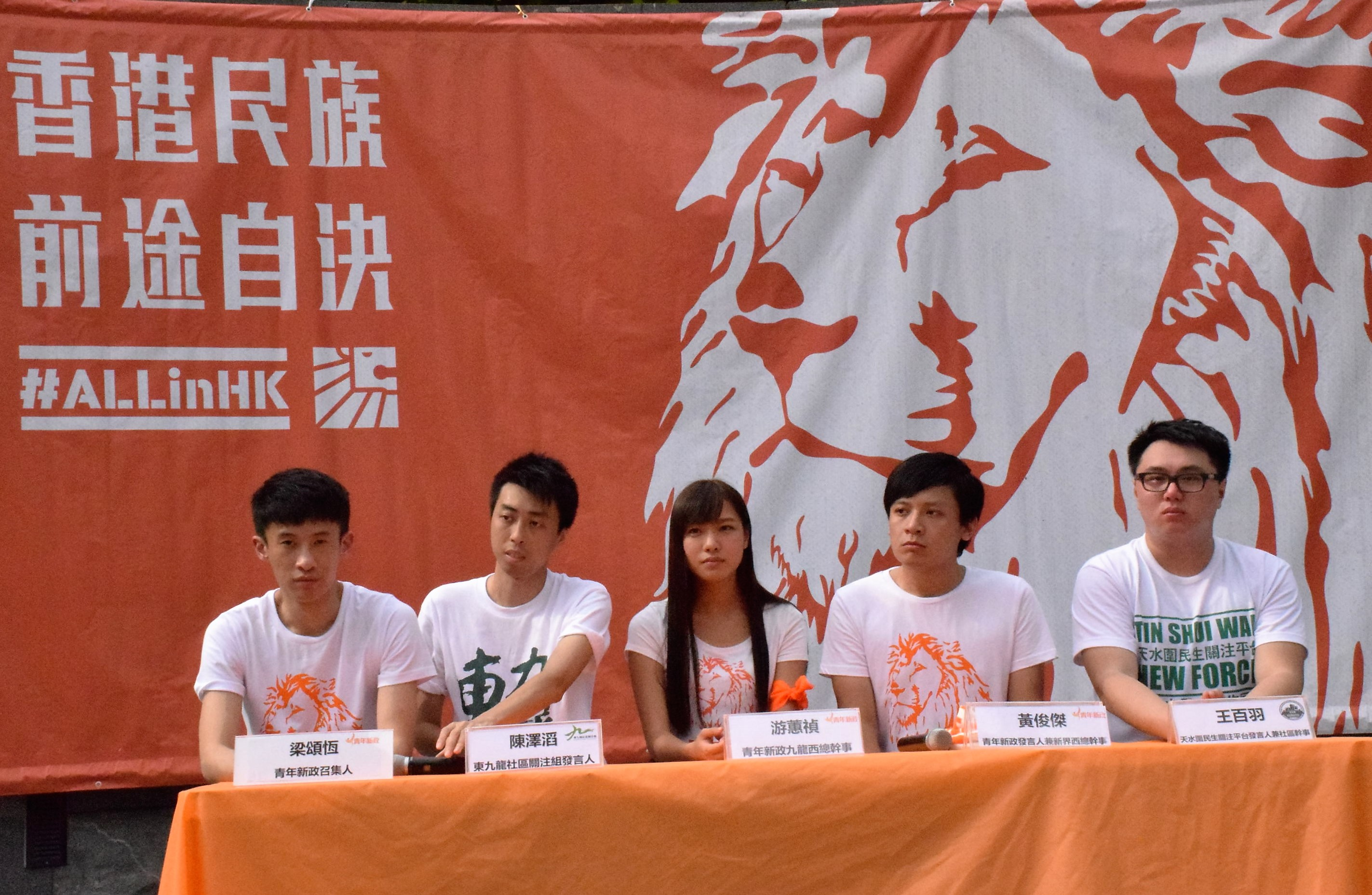
出任青年新政召集人的梁頌恆（左一）

梁頌恆於2007年起擔任香港城市大學學生會幹事會會長，並曾接受傳媒訪問，報道內容指出他當年曾與香港中聯辦青年工作部處長張學理會面。梁頌恆於該報道中承認有此事，聲稱從不認同對方立場。2015年，梁頌恆創立佔領中環行動後首個以本土綱領為主的參政團體青年新政，並將目標指向於該年末舉辦的區議會選舉。最終於選舉結束後，青年新政於黃埔西選區獲得一個議席（但當選議員鄺葆賢於2016年退黨），並被視為「傘兵」的其中一員。

## 簡歷

### 早期從政
2007年，擔任香港城市大學學生會幹事會會長期間，被指與中聯辦青年工作部長張學理會面，梁承認事件，但指不認同對方立場。
2015年，創立青年新政。
2016年5月，開始於黃台仰和梁天琦創立的網絡媒體平台Channel i主持時政節目《新言論政》。
2016年香港立法會選舉，原本出選新界西，但因梁天琦不獲選舉主任決定提名參選，因而轉戰新界東，與本土民主前線前成員李東昇合組名單，以37,997票奪得議席。
2016年10月12日，梁頌恆在立法會的就職宣誓儀式期間時展示 “Hong Kong is not China ”的橫額，以英語讀出諧音「支那」等，立法會秘書長陳維安裁定無權監誓，需要重新宣誓。10月18日，立法會主席梁君彥發出書面裁決，指梁頌恆劉小麗與姚松炎、黃定光、劉小麗、游蕙禎同被裁定宣誓無效，需於10月19日重新宣誓，但建制派議員集體離場觸發流會，阻礙梁頌恆、游蕙禎及劉小麗無法再次宣誓。
2016年11月15日，梁頌恆及游蕙禎被高等法院裁定喪失議員資格。
2020年6月20日，梁頌恆一度表明會參加立法會新界東初選，但兩日後決定不參加立法會的選舉。同年12月，香港01報導梁頌恆出走美國。

### 流亡海外
2020年12月11日，他透過媒體和流亡海外港人組織“避風驛”表示，自己於11月30日離港，翌日抵達美國，現身處華盛頓並申請庇護。自由亞洲電台YouTube頻道上載與梁頌恆的訪問片段，指他與家人斷絕一切關係，而9月底刑滿出獄後發現被跟蹤，憂慮自身危險，故決定離港。他希望白宮能提供救生艇計劃予1997後出生，無英國國民（海外）護照（BNO）的港人。
早前，因宣誓风波被褫夺议员资格后，梁颂恒被判归还香港立法会93万港元。因梁颂恒不予理睬追讨，香港高等法院于2021年1月6日正式颁下破产令。根据香港《立法会条例》第39条，在破产令结束后的5年内（即开始后的9年内），梁颂恒都不能参选立法会议员。
2020年12月27日，因觸犯《港區國安法》而遭到香港警方國安處通緝。
2022年7月27日和袁弓夷，何良懋等人在加拿大多倫多宣布成立「香港議會選舉籌備委員會」，成立「香港議會」。香港保安局嚴厲譴責，並宣佈通緝3人，梁後來退出籌委會。

## 參選立法會
梁頌恆本於2016年香港立法會選舉中在新界西排於黃俊傑名單第三名參選，其後因參選新界東的梁天琦有機會不獲選舉主任決定提名參選，因而轉戰新界東，與本土民主前線前成員李東昇合組名單，其後提名獲得確認。而梁天琦則被選舉主任決定提名無效後，接替梁頌恆統籌「ALLinHK」之三區競選工程。並由梁天琦親自擔任本民前選舉統籌。而梁頌恆亦承諾若當選，會將議員薪金津貼等資源撥予本民前，以支持本民前的運作及支援被捕人士。梁頌恆更表明全力支持及推動本民前的理念和政鋼。最終，梁頌恆在2016年香港立法會選舉新界東選區成功以37,997票，排名第七奪取議席，未能全取梁天琦在2月補選時的66,524票，部分票源或流向陳云根的熱普城。

## 爭議

### 宣誓風波

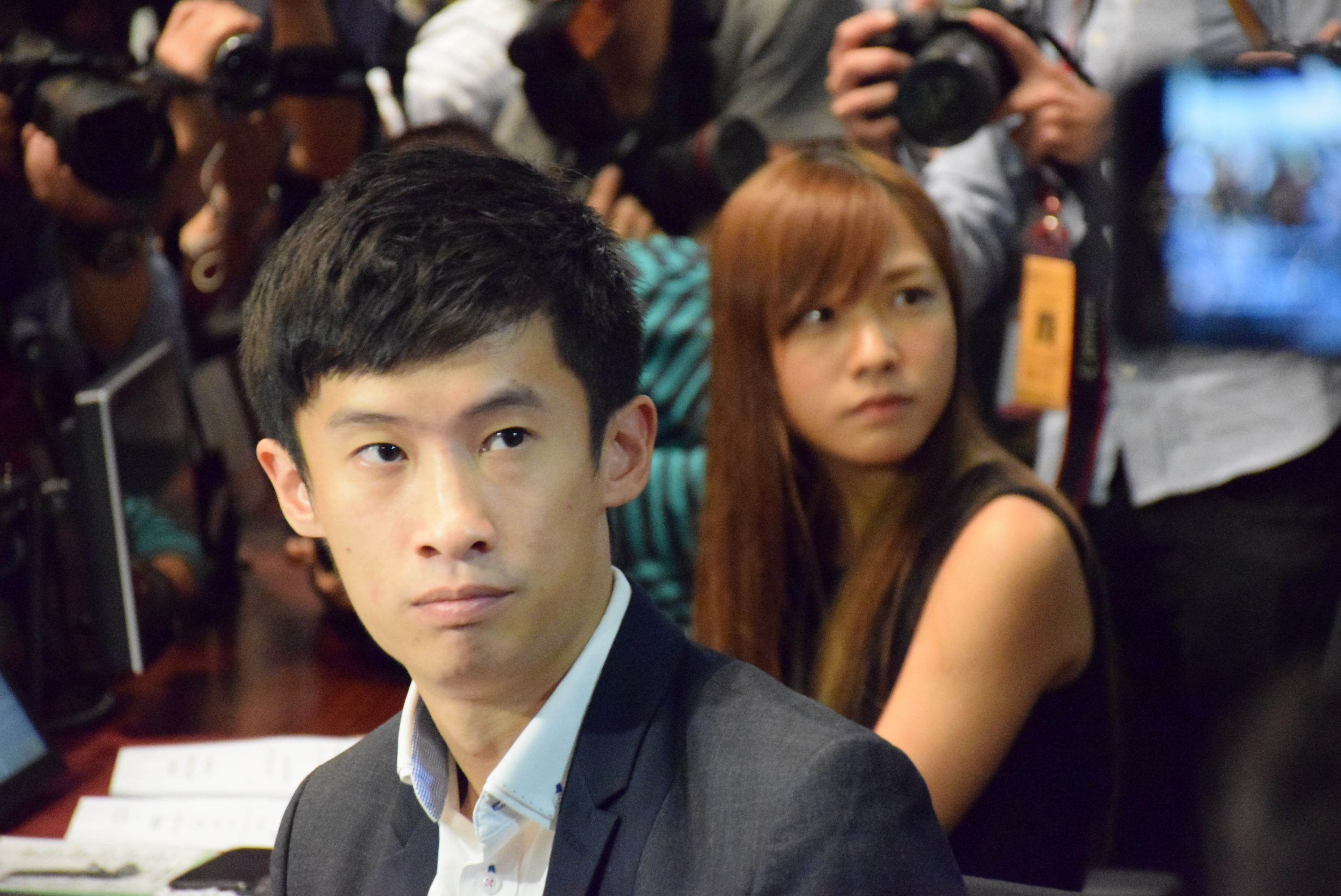
梁頌恆（前）和游蕙禎都因就職宣誓風波而被取消議員資格

2016年10月12日，梁頌恆在立法會的就職宣誓儀式期間，先表明會「效忠及捍衛『香港民族』的利益」，後展示“Hong Kong is not China”的橫額，在宣讀至“China”一詞時，他以英語讀出諧音「支那」，梁於其後稱為其「鴨脷洲口音」，立法會秘書長陳維安裁定無權監誓，並引起社會爭議此舉有侮辱華人之嫌。梁其後表示兩人上週的誓詞不涉及「人」，他們無意冒犯任何人，包括中國人及香港人，強調兩人沒有做錯事，不會道歉。2016年10月16日，梁頌恆於出席直播時事論壇節目《城市論壇》時再次辯稱宣誓當日說出「支那」一詞是口音問題，亦被台下觀眾批評「敢做不敢認」，有觀眾發言稱呼梁頌恆為「撚仲痕」，並要求他包容其所聲稱的「銅鑼灣口音」。他拒絕就此道歉。
香港國際關係學者沈旭暉對此事作出評論：「我們（在）初中時代，都喜歡玩這種小學雞（小屁孩）遊戲呢。但（現在已經）長大了吧。」
11月15日，法庭為司法覆核作出裁決，宣布梁頌恆和游蕙禎的議員資格被取消，並頒布禁制令禁止兩人以立法會議員身份行事，又裁定立法會主席無權讓兩人重新宣誓。
2017年8月25日，終審法院法官聽取梁游一方的理據後直接拒絕接受他們就其進行立法會宣誓是否有效的終審上訴許可申請，意味他們去年的作出立法會誓詞正式宣告無效，取消立法會議員資格。
2020年9月2日，因2016年11月因衝擊立法會會議室，被裁定一項參與非法集結罪成，判囚4周，向高等法院提出上訴，法官陳嘉信頒下判辭，指出其定罪無不穩妥之處，判刑亦無過重，終駁回上訴，梁頌恆須即時入獄。

## 相關章節
- 本土派 (香港)
- 非建制派
- 青年新政
- 香港立法會宣誓風波
- 游蕙禎
- 鄭松泰
- 香港獨立運動
- 光復香港，時代革命
- 梁天琦

## 外部連結
- 梁頌恆的Facebook專頁
- 香港議會選舉籌備委員會 （页面存档备份，存于）